# Wasyl Salkow
Wasyl Kuźmycz Salkow, ukr. Василь Кузьмич Сальков, ros. Василий Кузьмич Сальков, Wasilij Kuźmicz Salkow (ur. 17 lutego 1940, Ukraińska SRR) – ukraiński piłkarz, grający na pozycji pomocnika lub napastnika, trener piłkarski.

## Kariera piłkarska
W 1959 rozpoczął karierę piłkarską w drużynie Szachtior Szachty. W 1960 został zaproszony do zespołu Trudowi Rezerwy Ługańsk. Latem 1960 przeszedł do Szachtara Kadijewka. Potem występował w klubach Torpiedo Armawir i SKA Rostów nad Donem. W 1963 powrócił do ługańskiego klubu, ale po pół roku ponownie odszedł, tym razem do Chimika Siewierodonieck. Następnie przez 3 sezony bronił barw Tereku Grozny. W 1968 został piłkarzem Silbudu Połtawa, który potem zmienił nazwę na Budiwelnyk. W 1971 zasilił skład Dynama Brześć, w którym zakończył karierę piłkarza w roku 1972.

## Kariera trenerska
Po zakończeniu kariery piłkarza rozpoczął pracę szkoleniowca. Od maja do końca 1976 prowadził Kołos Połtawa. W 1977 oraz w latach 1980-1981 pracował na stanowisku dyrektora technicznego Dynama Brześć.